# Potamethus dubius
Potamethus dubius är en ringmaskart som först beskrevs av Eliason 1951.  Potamethus dubius ingår i släktet Potamethus och familjen Sabellidae. Inga underarter finns listade i Catalogue of Life.